# 冉文俦
冉文俦（18世纪—1799年），清朝中期农民起义首领，四川通江农民起义军领袖。通江（今属四川省）人。
嘉庆元年十二月（1797年1月），在通江王家寨反清起义，义军定青、黄、白、兰诸号，被推为通江蓝号首领。嘉庆三年（1798年），与罗其清共占大神山，连营数十里。但与罗其清不睦，被清军击败于大神山。退据通江，在地势险要的脂麻坝建造工事，分筑寨门，外设木城三座。嘉庆三年十二月（1799年1月），清兵惠龄、德楞泰兵围脂麻坝，他手执大旗，身先士卒，率众突围，被俘处决。冉天元继为通江蓝号元帅。